# Oedipina poelzi
Espèce
Statut de conservation UICN

 EN A2ace; B1ab(iii) : En danger
Oedipina poelzi est une espèce d'urodèles de la famille des Plethodontidae.

## Répartition
Cette espèce est endémique du centre du Costa Rica. Elle se rencontre entre 775 et 2 050 m d'altitude dans la cordillère de Talamanca, dans la cordillère de Tilarán et dans la cordillère Centrale.

## Étymologie
Cette espèce est nommée en l'honneur de Friedrich Pölz.

## Publication originale
- Brame, 1963 : A new Costa Rican salamander (genus Oedipina) with a re-examination of O. collaris and O. serpens. Contributions in Science, Natural History Museum of Los Angeles County, no 65, p. 1-12 (texte intégral).